# Multani c. Commission scolaire Marguerite-Bourgeoys
 Multani c. Commission scolaire Marguerite-Bourgeoys est un arrêt de principe de la Cour suprême du Canada en matière de liberté de religion, rendu en 2006.

## Les faits
En 2001, un jeune sikh a décidé de porter un kirpan dans une école secondaire québécoise. Il échappe accidentellement son kirpan dans la cour d'école. Pour les autorités de l'école, le kirpan est une arme, alors que pour ce jeune sikh, il s'agit d'un symbole religieux. Ils décident de l'interdire. D'un côté, le port d'arme blanche sans permis est interdit au Québec, d'autre part la Charte canadienne des droits et libertés reconnaît le droit de pratiquer librement sa religion. Devant le refus de l'école d'accommoder le jeune sikh et après une poursuite judiciaire, les médias ont commencé à s'intéresser à l'affaire, sous l'angle de l'accommodement raisonnable.

## Historique judiciaire antérieur
La Cour supérieure accueille la requête de Multani. La Cour d'appel casse la décision de la Cour supérieure et rétablit la décision du conseil des commissaires. La décision est portée en appel en Cour suprême.

## Décision de la Cour suprême
La Cour suprême a conclu que le jeune sikh a pouvait légalement porter à l'école un kirpan, à condition qu'il soit dans un fourreau de bois placé à l'intérieur d'un sac d'étoffe cousu de manière à ne pouvoir être ouvert. Il est cependant important de noter que la Cour suprême, dans cette décision, n'utilise que par analogie la notion d'accommodement raisonnable, puisque la Charte canadienne des droits et libertés fait plutôt état des « limites raisonnables » aux droits fondamentaux.